# Sedliště (okres Frýdek-Místek)
Sedliště (německy Sedlischt, polsky Siedliszcze) jsou obec v okrese Frýdek-Místek v Moravskoslezském kraji. Nachází se čtyři kilometry severně od Frýdku-Místku. Žije zde přibližně 1 700 obyvatel.
Sedliště jsou součástí regionu Slezská brána. Obec leží v Podbeskydské pahorkatině, konkrétně k její části označované jako Těšínská pahorkatina. Katastrem obce protéká potok Ostravická Datyňka. V obci se nachází pošta, základní a mateřská škola, ordinace praktického lékaře, dřevěný kostel Všech svatých, restaurace Nová lašská jizba, obecní knihovna a muzeum Lašská jizba. Znakem obce je zlaté sedlo se třmenem v modrém štítě. Nejvyšším bodem území obce je kopec Černá zem s nadmořskou výškou 374 m. Sídlí zde fotbalový klub FK Sedliště. Sousedními obcemi sídla jsou Frýdek-Místek, Václavovice, Vratimov, Řepiště, Bruzovice a Kaňovice.

## Historie
Počátky vzniku obce nejsou písemně zaznamenány, avšak je známo, že její zakladatelé přišli do oblasti někdy ve 13. století až z dalekých Lužic. Jednalo se o příslušníky lužického šlechtického rodu Barutů, kteří s sebou přivedli i své krajany. První písemná zmínka o Sedlištích pochází z roku 1305, kdy je název obce uveden v seznamu desátků vratislavského biskupství. Až v písemnosti z roku 1580 nacházíme podrobnější informace o obci. V té době měly Sedliště 27 obyvatel, což v tehdejších poměrech frýdeckého panství znamenalo velkou obec. Sedliště měly i vlastní mlýn a rybník, v roce 1636 dokonce soustavu 7 panských rybníků pro chov ryb a stál zde i panský dvůr.
Obec se dále rozrůstala a o pár let později, a sice v roce 1624, došlo k postavení dřevěného kostela namísto dřevěné kaple. Ten byl o čtrnáct let později na popud majitele panství Jiřího z Oppersdorfu přestavěn do podoby, která se velmi blíží té dnešní. Historikové si však datem výstavby nového kostela nejsou úplně jistí. Jelikož stavba kostela byla velmi náročná a neobešla by se bez finanční podpory majitele panství, domnívají se, že v roce 1624 byla pouze opravena původní kaplička a až v roce 1638 byl vystaven kostel Všech svatých.
Poslední úprava vnější podoby kostela proběhla v roce 1862, kdy původní věž byla nahrazena zadní pavlačí a novou věží s dvouramenným cyrilometodějským křížem. Kostel Všech svatých, kterému vévodí kvadratická věž s bání, je největší chlouba obce. Obklopuje ho historický hřbitov s mnoha pozoruhodnými litinovými kříži.
Na konci 18. století byly Sedliště již druhou největší obcí frýdeckého panství, v polovině 19. století měla obec přes 780 obyvatel a bylo zde 15 selských gruntů. Sedliště velmi ovlivnilo české národní hnutí a traduje se, že první knihovna zde byla založena již v roce 1865. V této době zde také působil Joža Vochala, slezský národopisný pracovník a lidový spisovatel, díky němuž vzniklo národopisné sdružení Sedlišťané. Toto sdružení se zabývalo obnovou lašských tradic, jako jsou kroje, lašské zvyklosti, písně a tradice.
Přelom 19. a 20. století byl ve znamení spolčování, a také v Sedlištích vzniklo několik spolků. Dva z nich jsou v obci stále aktiviní – Sbor dobrovolných hasičů, založený v roce 1891, a Hornicko-hutnický spolek Rozkvět, jež byl založený v roce 1901. V tomto období obec procházela velkými změnami – došlo k přestavbě dřevěných domů na zděné a lidé opouštějí práci v zemědělství a hledají si zaměstnání v rozvíjejících se průmyslových podnicích. Mezi první zděné budovy se řadí stará škola, ve které dnes sídlí obecní knihovna, pošta a Lašské muzeum. Ve dvacátých letech 20. století byla v Sedlištích zřízena pošta, zavedena autobusová doprava a v roce 1931 elektřina.

## Obyvatelstvo
| Rok            | 1869 | 1880 | 1890  | 1900  | 1910  | 1921  | 1930  | 1950  | 1961  | 1970  | 1980  | 1991  | 2001  | 2011  | 2021  |
| -------------- | ---- | ---- | ----- | ----- | ----- | ----- | ----- | ----- | ----- | ----- | ----- | ----- | ----- | ----- | ----- |
| Počet obyvatel | 997  | 988  | 1 007 | 1 096 | 1 284 | 1 178 | 1 203 | 1 098 | 1 155 | 1 116 | 1 111 | 1 087 | 1 190 | 1 419 | 1 587 |
| Počet domů     | 158  | 170  | 172   | 167   | 179   | 175   | 203   | 240   | 259   | 274   | 297   | 337   | 361   | 418   | 503   |

Věková struktura obyvatel obce Sedliště roku 2011

## Obecní symboly
Znak a vlajka byly obci uděleny rozhodnutím předsedy Poslanecké sněmovny Parlamentu České republiky dne 26. května 2000.

## Doprava
Obcí prochází silnice druhé třídy II/473 a leží zde letiště.

## Pamětihodnosti
- Kostel Všech svatých
- Pomník osvobozené půdy
- Bezručova vyhlídka

## Osobnosti

### Jan Polach (1852–1928)
Jan Polach pocházel z malorolnického gruntu v Sedlištích. Byl horlivým čtenářem českých knih a také vlastnil velkou knihovnu, jako jeden z prvních ve vsi odebíral české noviny a časopisy. Byl velmi vzdělaný, zapálený pro věc a měl organizační schopnosti, proto byl dvakrát zvolen do funkce starosty obce (1895–1901 a 1905–1914). Jakožto vlastenec podporoval český jazyk a úřední obsílky psané německy vracel s tím, že je starostou české obce.
Polach byl také zakladatelem prvních spolků v obci. V roce 1891 spoluzakládal Rolnicko-občanskou besedu, jíž byl dlouhodobě starostou, dále se přičinil na založení nového hřbitova v roce 1905 a v roce 1909 byl jedním ze spoluzakladatelů místního spořitelního spolku Kampelička.
Jeho největším počinem bylo založení Dobrovolného hasičského sboru v roce 1891, který také dvacet let vedl. Mimo to jako první člen Sedlišť zastával funkce i v krajských a tehdejších zemských úřadech. Byl starostou Okresního českého starostenského sboru pro frýdecký okres, zasedal v dozorčí radě Občanské záložny ve Frýdku a také byl členem Ústřední hospodářské společnosti pro Těšínské Slezsko.
Jeho dalším přínosem pro obec bylo psaní obecní kroniky od dvacátých let 20. století, a také propagování ovocnářství v okrese formou přednášek. Polach patřil mezi první zemědělce v obci, kteří vlastnili zemědělské stroje a používali umělá hnojiva.
Polachovým největším přáním bylo vymanění Čechů z rakouské poroby, což se mu splnilo vytvořením samostatného Československého státu v roce 1918. Za mimořádný přínos pro obec mu bylo dne 20. března 2006 in memoriam uděleno čestné občanství.